# Alex Scott
Alex Scott (Londres, 14 de outubro de 1984) é uma futebolista inglesa que atua como zagueira. Atualmente, joga pelo Arsenal Ladies.

## Carreira
Scott integrou o elenco da Seleção Britânica de Futebol Feminino, nas Olimpíadas de 2012. 